# مت هاردی
متئو مور هاردی کشتی‌گیر حرفه‌ای آمریکایی است که در کمپانی AEW حضور دارد و کشتی می‌گیرد، وی به همراه برادرش جف، گروه د هاردی بویز را تشکیل داده‌اند. او سابقه چند ساله حضور در کمپانی تی ان ای را نیز دارد. ولی در رسلمنیای سال ۲۰۱۷ بعد از مدت‌ها غیبت او و برادرش جف به wwe برگشتند و قهرمان تگ تیم شدند. مت بعد از دشمنی با بری وایت با او تگ تیم تشکیل داد و بازم هم قهرمان تگ تیم راو شد. همین‌طور او قهرمان تندیس آندره د جاینت ۲۰۱۸ با کمک بری وایت شد.
فینیشر اصلی مت و فینیشر دوم برادرش جف
تویست اف فیت Twis of fit نام دارد اکنون او با کمپانی AEW قرار دادی را امضا کرده‌است حالا کمپانی AEW قصد دارد جف هاردی را نیز جذب کند و تیم برادران هاردی را تشکیل دهد.